# Scoop (film, 1988)
Pour les articles homonymes, voir Scoop.
Scoop (Switching Channels) est un film américain réalisé par Ted Kotcheff, sorti en 1989.

## Synopsis
John Sullivan, dit Sully, est le rédacteur en chef d'une chaîne de télévision américaine dont le meilleur reporter est Christy Colleran, son ex-femme. Celle-ci envisage d'aller vivre à New York avec un riche homme d'affaires, Blaine Bingham. Sully, toujours amoureux d'elle, réussit à la convaincre de réaliser pour lui un dernier reportage : l'interview d'Ike Roscoe, condamné à mort. Découvrant qu'il bénéficiait de circonstances atténuantes, Christy ne se doute pourtant pas que ce scoop va bouleverser sa vie...

## Fiche technique
- Titre français : Scoop
- Titre original : Switching Channels
- Réalisation : Ted Kotcheff
- Scénario : Jonathan Reynolds d'après la pièce The Front Page de Ben Hecht et Charles MacArthur
- Décors : Anne Pritchard
- Costumes :
- Photographie : François Protat
- Montage : Thom Noble
- Musique : Michel Legrand
- Casting :
- Direction artistique :
- Production :
  - Production exécutive :
- Société de production : Tristar Pictures
- Société de distribution : Switching Channels
- Format d'image : Couleur (Technicolor) – 2.35:1 - 35mm - Son Dolby
- Pays d'origine :  États-Unis
- Langue : Anglais
- Genre : Comédie
- Durée : 105 minutes
- Dates de sortie :

## Distribution
- Kathleen Turner (VF : Anne Jolivet) : Christy Colleran
- Burt Reynolds (VF : Patrice Melennec) : John L. Sullivan
- Christopher Reeve (VF : Michel Vigné) : Blaine Bingham
- Ned Beatty (VF : Henri Poirier) : Roy Ridnitz
- Henry Gibson (VF : Raymond Baillet) : Ike Roscoe
- George Newbern : Siegenthaler
- Al Waxman (VF : Raymond Loyer) : Max Berger
- Ken James (VF : Michel Prud'homme) : Warden Terwilliger
- Charles Kimbrough : Le gouverneur
- Fiona Reid : Pamela Farbrother

## Autres adaptations
La pièce The Front Page a déjà été adaptée à trois autres reprises au cinéma :
- 1931 : The Front Page de Lewis Milestone, avec Adolphe Menjou et Pat O'Brien ;
- 1940 : La Dame du vendredi, de Howard Hawks, avec Rosalind Russell et Cary Grant ;
- 1974 : Spéciale Première (The Front Page) de Billy Wilder, avec Jack Lemmon, Susan Sarandon et Walter Matthau.